# Australiodillo armus
Australiodillo armus är en kräftdjursart som beskrevs av Lewis 1998. Australiodillo armus ingår i släktet Australiodillo och familjen Armadillidae. Inga underarter finns listade i Catalogue of Life.